# Федерализм

Современные федеративные государства

Федерали́зм (фр. fédéralisme, восходит к лат. foedus «договор, союз») — основной принцип федерации, признание политическим идеалом федеративной организации государства, стремление либо объединить несколько отдельных государств (стран) в одну федерацию, либо обратить унитарное государство в федеративное. Федерализм является формой управления.
Федералисты — сторонники федеративной организации либо их государства, либо всех государств вообще. В первой половине XIX века среди демократов и радикалов было довольно широко распространено верование в наступление такого времени, «когда народы, распри позабыв, в единую семью соединятся»; таково, по словам Пушкина, было убеждение Мицкевича, так думали и многие другие; убежденным сторонником этой идеи был Мадзини. Однако в таком общем виде это верование не послужило к созданию на его почве какой бы то ни было организованной группы; только в применении к определенным государствам федерализм не раз являлся объединяющим началом сильных партий.
Во время французской революции 1792—1793 годов, федералисты то же, что жирондисты в противоположность монтаньярам-унитаристам.
В Европе «федералистами» («федералами») иногда называют тех, кто выступает за общее федеральное правительство, с распределенными властями на региональном, национальном и наднациональном уровнях. Европейский федерализм возник в послевоенной Европе, и одной из наиболее важных инициатив в этом направлении была речь Уинстона Черчилля в Цюрихе в 1946 году.

## История федерализма как теории
Истоки федералистских идей находятся ещё в античных произведениях. Так, рассуждения о возможности сосуществования нескольких суверенных частей государства, скреплённых договором между ними, можно найти уже в диалоге Платона «Критий». Там рассказывается о мифическом острове Атлантида, страны на которой были объединены таким образом, что их союз сочетал в себе черты и федерации, и конфедерации. Несколько позже ощутимую почву для будущих теорий федерализма заложил Древний Рим, в котором некоторые из принципов данной теории были успешно реализованы на практике. Кроме того, многие римские правоведы и философы писали о том, что необходимо объединить государства и народы под началом Рима в одну большую империю, в которой субъекты будут наделены некоторыми внутренними полномочиями.
Одним из первых философов Нового времени, заговорившим о федерализме, был Иоганн Альтузий, который в некоторой степени проложил дорогу последовавшим за ним теориям общественного договора Гоббса, Локка и др. Он полагал, что устранить конфликт интересов и полномочий между народом и правителем в стране можно только посредством конституции, а она, в свою очередь, может существовать только в федеративном государстве. Данная форма получила в его теории название «общественно-политический союз» и образовывалась посредством разделения власти и передачи её частей на различные уровни административного деления. Альтузий был одним из немногих, кто рассуждал о необходимости сохранения культурной идентичности, экономической и политической целостности отдельных сообществ в составе государства. Кроме того, он выступал против империалистического захвата новых территорий и считал возможным увеличение размеров государства только на основе добровольного вступления в союз с ним новых территорий, согласных на верховенство первого.
Кроме того, Никколо Макиавелли высказывал схожие идеи о предпосылках создания федеративного государства, которые он видел в необходимости государств создавать более прочный союз при признании верховенства одного из них. Философ выделил ряд преимуществ в создании федеративного государства. Прежде всего, он отмечал предотвращение войн между соседствующими странами и их усиление за счёт образования такого тесного союза – с другой. Кроме того, важнейшими условиями образования федеративного государства Макиавелли считал близкое расположение союзных государств и их схожесть в политических режимах и форме правления.
Анализ федеративного устройства можно найти далее у Шарля Монтескьё в его работе «О духе законов». Философ, разбирая преимущества и недостатки такой формы государства, заключает, что федеративное устройство государства является самым приемлемым для тех стран, которые хотят сохранять порядок, обладая при этом большой территорией и республиканской формой правления. Саму же федерацию Монтескьё видел как синтез монархии и республики, в котором единое государство, подчинённое сильной верховной власти, делится на демократические субъекты. 
Большой вклад в развитие федерализма внёс французский мыслитель Жан Боден. Именно он впервые провёл видимую черту между конфедерацией и федерацией, указав на юридические различия во взаимоотношениях их субъектов. Однако также он разработал теорию суверенитета, которая стала предпосылкой для формирования идей абсолютизма, неограниченной монархии.
Некоторые исследователи, изучая историю развития федералистской мысли, отмечают такое явление как «теологический федерализм», которое было актуально в Европе в XVI-XVII вв. Оно является следствием из протестантских доктрин, развивавшихся в те времена. Протестанты, в противовес господствовавшей тогда католической церкви, разрабатывали идею об институте церкви, устроенном на основе ветхозаветных принципов. В такой церкви, по их мнению, все решения и управление должны были осуществляться путём достижения согласия между различными частями церкви. Однако такая идея нашла своё отражение и в идеях Нового завета периода раннего христианства. Она выразилась через образование христианских общин, объединённых под началом Бога, его общим для всех законом. Идеи «теологического федерализма» обнаружены и при анализе деятельности пуритан, английских протестантов. Так, в заключённом ими Мэйфлауэрском соглашении от 1620 года было прописано, что пуритане Новой Англии берут на себя ответственность за образуемые ими гражданские сообщества, которые, в свою очередь, должны подчиняться единым законам, достигнутым на основе общего соглашения.
Важным этапом в становлении федерализма также стали события в Америке XVIII века, времён войны с Англией. Там Вторым Континентальным конгрессом был принят документ под названием «Статьи конфедерации». Он определял США как конфедерацию и закреплял за её субъектами соответствующие права. Это было сделано для создания более крепкого союза в борьбе с Англией. Однако вскоре стало ясно, что по-настоящему мощный союз можно создать именно путём установления федеративного государства, ведь в противном случае соперничество между странами внутри конфедерации сохраняется и ослабляет её.

## Модели федерализма
Из реализуемых ныне федеративных моделей можно составить две группы, одна из которых может быть обозначена как дуалистический (дуальный) федерализм или диархия и кооперативный. Первая модель ярко реализовывалась в США, получив название  американского федерализма. Для дуалистического федерализма характерен внутренний суверенитет субъектов, их независимость друг от друга и относительная свобода во внутренней организации. Федеральная и региональная власть в такой модели автономны и чётко разделены между с собой в том числе и в вопросе легитимации. Таким образом, между субъектами и федеральным центром отношения строго иерархичны, федеративны, а права субъектов по отношению друг к другу скорее напоминают конфедерацию.
Однако в современном мире более актуален второй, кооперативный тип как более либеральный тип федеративного устройства. Для такой модели характерна ценность сотрудничества между субъектами и между ними и федеральным центром. Реализуются горизонтальные контакты между государствами, могут создаваться целые союзы, объединения субъектов внутри федерации с целью более активного диалога с центром или иными задачами. Более того, возможно существование в субъектах специальных органов, которые наделены функцией урегулирования отношений между субъектом и федеральным центром. Так, реформы, проведённые в США в самом конце XX века были направлены именно на обеспечение перехода от дуалистической модели федерации к кооперативной. Была снижена роль федерального центра в решении государственных вопросов, и, напротив, штатам была дана существенная автономия в сфере образования, экологии и ряде других. 
Однако в некоторых других странах набирает популярность идея нового – конкурентного – федерализма, для которого будет характерно не стремление к уравниванию всех субъектов и их тесным взаимодействиям, а, напротив, разумный уровень соперничества между ними, который обеспечит их более интенсивное развитие.

## Федерализм и демократия
Многие учёные-представители социальных наук высказывают идею о том, что федеративное устройство государства является стимулом для развития демократии. Некоторые также утверждают, что демократия и федерация в полном смысле этих двух понятий невозможны без их сочетания. В частности, политолог Т. Джефферсон утверждал, что федерализм является непосредственной «территориальной» формой демократии. Он также полагал, что готовность народа к реализации федеративной модели управления государством, коррелирует с уровнем развитости в нём демократических идей и институтов.
Вполне обоснованным, исходя из принципов и самой идеи федерализма, считается утверждение о том, что федеративная форма государственного устройства способствует не только дополнительной децентрализации государственной власти, созданию дополнительных институтов в системе сдержек и противовесов, что также косвенно содействует развитию демократического режима, но и сама по себе предполагает развитие по демократическому пути. Однако данное положение в большей степени актуально для многонациональных и многоязыковых стран, где федерализация необходима для должной репрезентации этнических интересов.
Однако на современном этапе развития в этом аспекте обнаруживается ряд существенных проблем. Целый ряд политологов утверждает, что современные федерации, в особенности те, которые образованы по этнолингвистическому принципу, могут, наоборот, способствовать ограничению демократической делиберации. Так, Уильям Рейкер полагает, что федеративное устройство может противоречить демократическим ценностям, если интересы отдельных национальных меньшинств отдельных регионов страны будут реализованы в ущерб интересам всего государства в целом.

## Современное состояние

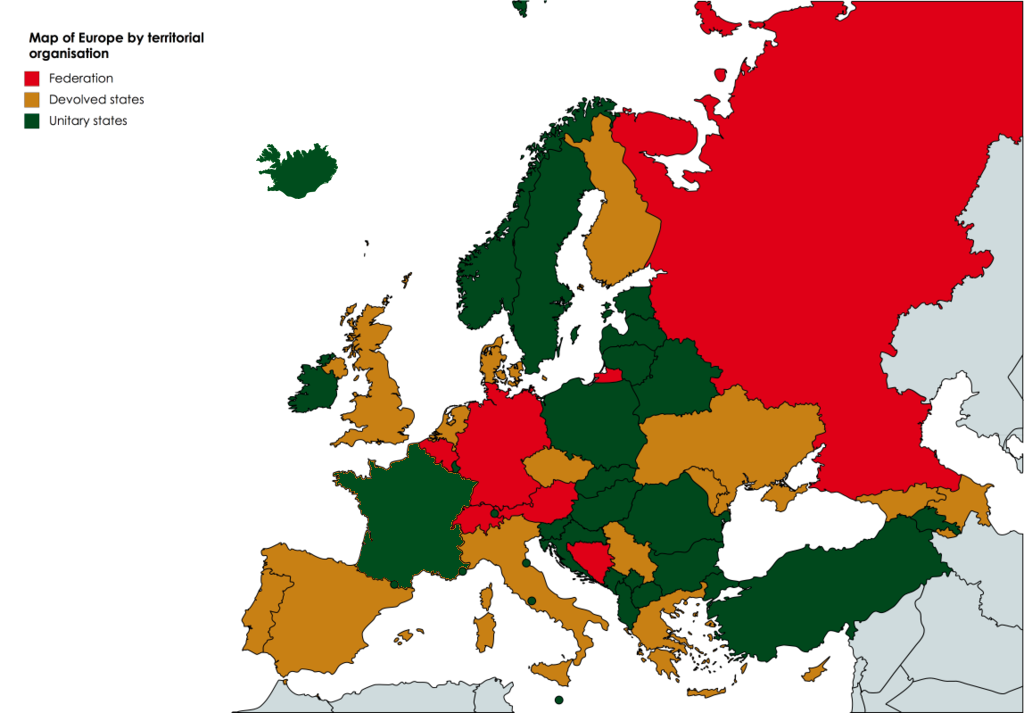
Карта европейских стран по территориальному устройству: федеративные государства выделены красным цветом.

В настоящее время общие идеи и принципы федерализма претерпевают изменения. Так, федерализация в принципе становится более популярной моделью развития государств. Кроме того, для более эффективного развития государственности становится очевидной необходимость сочетания централизации в решении одних вопросов и децентрализации — других. Кроме того, асимметричность в отношениях между субъектами и центром признаётся необходимой в ряде случаев. В целом, происходит существенное развитие и увеличение числа различных моделей взаимодействия между субъектами.
Федерализм как совокупность принципов государственного территориального устройства многими учёными представляется как более предпочтительный для современного мира в эпоху глобализации. Деление страны на относительно самостоятельные субъекты делает её более гибкой по отношению к глобализующемуся миру, расширяет спектр международных взаимодействий различных субъектов. В этом аспекте федерализм выступает более предпочтительной концепцией, чем более жёсткая модель унитаризма. Кроме того, в центре внимания политологов также находятся структуры федеративного типа, которые объединяют внутри себя несколько государств на основе договоров или совокупности таковых. Ярким примером такой структуры является Европейский Союз.
Современная политическая наука занимается активным изучением государств, переживающих федеративную трансформацию. Такие страны ещё не имеют полноценного федеративного устройства, не обладают всеми необходимыми признаками федераций. Повышенный интерес к таким государствам вызван, в первую очередь, тем, что именно в них, ещё не ставших полноценным федеративными странами, могут быть обнаружены принципиально новые сочетания функций центра и субъектов, иные способы взаимодействия между ними. 